# Bernhard Cuiper
Bernhard Cuiper, né le 8 octobre 1913, à Francfort-sur-le-Main, en Allemagne et décédé le 29 avril 1999, à Kelheim, en Allemagne, est un ancien joueur allemand de basket-ball.